# Rosemary Askin
Pour les articles homonymes, voir Askin.
Rosemary Anne Askin (née en 1949), également connue sous le nom de Rosemary Askin Cully, est une géologue néo-zélandaise spécialisée en palynologie antarctique. Elle a été une pionnière pour les femmes dans la science antarctique, devenant la première femme néo-zélandaise à entreprendre son propre programme de recherche en Antarctique en 1970.

## Formation
Née en 1949, Askin a obtenu à la fois son bachelor ès sciences en géologie et zoologie et son doctorat en géologie de l'Université Victoria de Wellington, en Nouvelle-Zélande.

## Recherche et carrière
Askin était une pionnière pour les femmes en Antarctique. Elle a été la première femme néo-zélandaise à entreprendre son propre programme scientifique en Antarctique, ainsi que la première femme à travailler sur un terrain profond en Antarctique, lorsqu'en 1970 elle a mené des recherches sur la Terre Victoria à l'âge de 21 ans. L'expédition a abouti à la découverte du site de l'Antarctique le plus riche en restes de poissons fossilisés. Les roches plus jeunes de cette région sont devenues la base de la recherche doctorale d'Askin. Askin a reçu des éloges pour son travail géologique ainsi que son courage au cours de la saison 1970-1971, le chef de la base Scott Brian Porter remarquant qu'Askin avait « gagné le respect et l'admiration de tous les hommes du programme de recherche antarctique de la Nouvelle-Zélande 1970-1971. et établir une norme élevée pour les futures femmes qui pourraient être impliquées dans la recherche en Antarctique, traditionnellement un monde réservé aux hommes ». Askin est retourné plusieurs fois en Antarctique entre 1970 et 2001, achevant des expéditions dans diverses parties de l'Antarctique, notamment la péninsule Antarctique, les îles Shetland du Sud, la Terre Victoria et les montagnes transantarctiques. Le mont Askin dans les montagnes de Darwin porte son nom.
Askin a fait des recherches et enseigné dans plusieurs universités américaines, dont l'Université d'État de l'Ohio, la Colorado School of Mines et l'Université de Californie à Riverside. Les intérêts de recherche d'Askin comprennent la palynologie terrestre et l'histoire de la végétation et du paléoenvironnement des périodes Permien-Trias et Cénozoïque en Antarctique. Entre autres choses, ses recherches ont examiné le pollen et les spores fossiles, fossilisés il y a plus de 350 millions à quelques millions d'années, pour voir comment la végétation a changé au fil du temps. En 1982, Askin était également membre de l'équipe de recherche qui a découvert les premiers fossiles de mammifères en Antarctique, et elle a participé à des recherches qui ont démontré que l'Antarctique a connu un cycle de réchauffement abrupt il y a 15 millions d'années,. Plus récemment, Askin a dirigé la création du dépôt américain de roches polaires au Byrd Polar Research Center de l'Université d'État de l'Ohio le premier dépôt de ce type.

## Vie privée
Askin est professeure de tai-chi et Qi gong et de karaté, et détient une ceinture noire de 3e degré (Sandan) en karaté et un niveau avancé de tai-chi (2013) de la Shorin-ryu Karatedo et de l'association Kobudo d'Amérique.

## Prix et distinctions
En 2017, elle est sélectionnée parmi les « 150 femmes en 150 mots » de la Société royale de Nouvelle-Zélande, initiative visant à promouvoir le rôle des femmes dans la progression et la diffusion de la connaissance en Australie.

## Publications (sélection)
- (en) Sophie Warny, C. Madison Kymes, Rosemary Askin, Krzysztof P. Krajewski et Andrzej Tatur, « Terrestrial and marine floral response to latest Eocene and Oligocene events on the Antarctic Peninsula », Palynology, Taylor & Francis, vol. 43, no 1,‎ 16 février 2018, p. 4-21 (ISSN 0191-6122 et 1558-9188, DOI 10.1080/01916122.2017.1418444).
- (en) Michael J Satlin, Nina Cohen, Kevin C Ma, Zivile Gedrimaite, Rosemary Soave, Gülce Askin, Liang Chen, Barry N Kreiswirth, Thomas J Walsh et Susan K Seo, « Bacteremia due to carbapenem-resistant Enterobacteriaceae in neutropenic patients with hematologic malignancies », Journal of Infection, Elsevier, vol. 73, no 4,‎ 9 juillet 2016, p. 336-345 (ISSN 0163-4453 et 1532-2742, OCLC 04392967, PMID 27404978, PMCID 5026910, DOI 10.1016/J.JINF.2016.07.002).
- (en) John B Anderson, Sophie Warny, Rosemary A Askin, Julia S Wellner, Steven M Bohaty, Alexandra E Kirshner, Daniel N Livsey, Alexander R Simms, Tyler R Smith, Werner Ehrmann, Lawrence A Lawver, David Barbeau, Sherwood W Wise, Denise K Kulhanek, Fred M Weaver et Wojciech Majewski, « Progressive Cenozoic cooling and the demise of Antarctica's last refugium », Proceedings of the National Academy of Sciences, Washington et États-Unis, NAS, vol. 108, no 28,‎ 27 juin 2011, p. 11356-11360 (ISSN 0027-8424 et 1091-6490, OCLC 43473694 et 1607201, PMID 21709269, PMCID 3136253, DOI 10.1073/PNAS.1014885108).
- Askin, Rosemary A. "Campanian to Paleocene palynological succession of Seymour and adjacent islands, northeastern Antarctic Peninsula." Geological Society of America Memoirs 169 (1988): 131–154.
- Askin, Rosemary A. "Endemism and heterochroneity in the Late Cretaceous (Campanian) to Paleocene palynofloras of Seymour Island, Antarctica: implications for origins, dispersal and palaeoclimates of southern floras." Geological Society, London, Special Publications 47.1 (1989): 107–119.
- Askin, Rosemary A. "Campanian to Paleocene spore and pollen assemblages of Seymour Island, Antarctica." Review of Palaeobotany and Palynology 65.1 (1990): 105–113.
- Askin, Rosemary A. "Late Cretaceous–early Tertiary Antarctic outcrop evidence for past vegetation and climates." The Antarctic Paleoenvironment: a perspective on global change: Part One (1992): 61–74.
- Isbell, John L., Paul A. Lenaker, Rosemary A. Askin, Molly F. Miller, and Loren E. Babcock. "Reevaluation of the timing and extent of late Paleozoic glaciation in Gondwana: Role of the Transantarctic Mountains." Geology 31, no. 11 (2003): 977–980.
- Collinson, James W., Hammer, William R., Askin, Rosemary A. and David H. Elliot. "Permian-Triassic boundary in the central Transantarctic Mountains, Antarctica." Geological Society of American Bulletin 118 (5/6) (2006): 747–763, Data Repos. Item 2006080.
- Warny, Sophie and Rosemary Askin. "Vegetation and organic-walled phytoplankton at the end of the Antarctic greenhouse world: latest Eocene cooling events." In Anderson, J.B. and Wellner, J.S. (Eds.), Tectonic, Climatic, and Cryospheric Evolution of the Antarctic Peninsula. American Geophysical Union, Washington, D.C. (2011): 193–210.